# Callianthe
Genre
Callianthe est un genre  de plantes de la tribu des Malveae, de la sous-famille des Malvoideae et de la famille des Malvaceae.
Les différentes espèces ont une répartition néotropicale.

## Liste des espèces
- Callianthe amoena
- Callianthe andrade-limae
- Callianthe bedfordiana
- Callianthe bezerrae
- Callianthe brenesii
- Callianthe cyclonervosa
- Callianthe darwinii
- Callianthe elegans
- Callianthe fluviatilis
- Callianthe geminiflora
- Callianthe glaziovii
- Callianthe inaequalis
- Callianthe jaliscana
- Callianthe jujuiensis
- Callianthe lanata
- Callianthe latipetala
- Callianthe laxa
- Callianthe longifolia
- Callianthe macrantha
- Callianthe malmeana
- Callianthe megapotamica
- Callianthe mexiae
- Callianthe montana
- Callianthe monteiroi
- Callianthe mouraei
- Callianthe muelleri-friderici
- Callianthe pachecoana
- Callianthe petiolaris
- Callianthe pickelii
- Callianthe purpusii
- Callianthe regnellii
- Callianthe rufinerva
- Callianthe rufivela
- Callianthe scabrida
- Callianthe schenckii
- Callianthe sellowiana
- Callianthe senilis
- Callianthe striata
- Callianthe torrendii
- Callianthe tridens
- Callianthe vexillaria

Noms en synonymie
- Callianthe picta, un synonyme pour Abutilon pictum, un arbuste aussi appelé « Abutilon strié », « lanterne chinoise », « érable de maison » ou « érable à fleurs »